# Hundred Reasons
Hundred Reasons est un groupe britannique de post-hardcore, originaire de Londres, en Angleterre. Il se compose de Colin Doran (chant), Larry Hibbitt (guitare, chant), Andy Gilmour (basse) et Andy Bews (batterie).

## Histoire
Le groupe Hundred Reasons se forme à Londres, en Angleterre, en 1999. En 2001, ils sortent trois EP : EpOne, EpTwo et EpThree, ainsi qu'un split EP avec le groupe américain de punk rock Garrison.
Le premier album du groupe, Ideas Above Our Station, sort en 2002. Il atteint la sixième place du UK Albums Chart, se voit décerner le statut de disque d'or avec plus de 118 000 exemplaires vendus, et donne lieu à plusieurs succès dans le Top 40 du UK Singles Chart,. Leur deuxième album, Shatterproof Is Not a Challenge, sort en 2004. Malgré des tournées réussies et l'obtention d'un disque d'argent avec des ventes de plus de 65 000 exemplaires en quatre mois, Hundred Reasons est abandonné par Sony BMG en juin 2004.
Hundred Reasons signe avec V2 Records en septembre 2005 et sort son troisième album studio, Kill Your Own, en 2006. En août de la même année, il est annoncé sur le site officiel du groupe que le guitariste et chanteur Paul Townsend quitte le groupe, remplacé par Ben Doyle de Lucky Nine. Il est remplacé par Ben Doyle des Lucky Nine. En octobre 2007, le groupe publie son quatrième album, Quick the Word, Sharp the Action. Moins d'un mois plus tard, V2 Records est racheté par Universal Records et le groupe se retrouve à nouveau sans label. 
Après la réédition de Quick the Word, Sharp the Action, Hundred Reasons fait une pause prolongée. Dans une interview accordée au NME en 2022, Doran déclare : « Après Quick Word, personnellement, j'ai eu l'impression que c'était fini. Je suis assez pragmatique et je pense qu'il y avait de bonnes chansons, mais ce n'était pas ce que j'appellerais notre meilleur album. Les choses étaient en train de se dégrader, pour être franc et ouvert. [...] Nous avons fini par dissoudre le groupe.
En avril 2012, le groupe annonce qu'il interprétera des chansons de son premier album, Ideas Above Our Station, au Big Day Out de Banquet Records et à 2000Trees, et qu'il a été rejoint par Paul Townsend.
Le 25 octobre 2022, le groupe annonce la sortie de sa première nouvelle musique en quinze ans, avec un single intitulé Glorious Sunset. Un album studio, également intitulé Glorious Sunset, sort le 24 février 2023.

## Discographie

### Albums studio
- 2001 : Ideas Above Our Station
- 2004 : Shatterproof Is Not a Challenge
- 2006 : Kill Your Own
- 2007 : Quick the Word, Sharp the Action

### Album live
- 2005 : Live at Freakscene

### Singles et EP
- 2000 : EP One (EP)
- 2001 : EP Two (EP)
- 2001 : EP Three (EP)
- 2001 : Split with Garrison (EP)
- 2002 : Lamps Collapsing
- 2002 : If I Could
- 2002 : Silver
- 2002 : Falter
- 2003 : The Great Test
- 2004 : What You Get
- 2004 : How Soon Is Now?
- 2006 : Kill Your Own
- 2006 : The Perfect Gift
- 2006 : The Chance/Live Fast, Die Ugly
- 2007 : No Way Back